# Friedrichsthal (Wehrheim)
Friedrichsthal ist ein Ortsteil der Gemeinde Wehrheim im Hochtaunuskreis in Hessen.

## Geographie
Friedrichsthal liegt abgeschieden im Holzbachtal des östlichen Hintertaunus. Eine schmale Straße verbindet den Ort mit Pfaffenwiesbach und darüber mit der Hauptgemeinde Wehrheim. Ebenso gibt es eine Verbindung über den Kurberg nach Kransberg. Eine weitere Verbindung besteht seit 1955 über die Friedrichsthaler Straße durch das Holzbachtal bis zur Herrnmühle – in unmittelbarer Nähe der Einmündung zur Bundesstraße 275 – in Richtung Usingen und Bad Nauheim (Wetteraukreis).

## Geschichte
Nach dem großen Brand in Kransberg am 13. September 1814 wurden die Häuser eines Teils der Einwohner 1815 nicht in Kransberg, sondern im benachbarten Holzbachtal wieder aufgebaut und der Ort Friedrichsthal gegründet. Der neue Ortsteil wurde nach dem regierenden Fürsten Friedrich August von Nassau-Usingen benannt. Die Siedlung knüpfte damit an die ca. 400 Jahre vorher aufgegebene Siedlung Holzburg an, die damals im Holzbachtal am Holzberg gelegen war. Organisatorisch gehörte Friedrichsthal bis 1972 zu Kransberg. Am Anfang des 19. Jahrhunderts kam der Ort zum Herzogtum Nassau und damit später zu Preußen. 1867 wurden 40 Häuser und 221 Einwohner gezählt.
1922 wurde der Ort an das Stromnetz angeschlossen, 1929 das Wassernetz vollendet.
Im Zuge der Gebietsreform in Hessen wurde zum 31. Dezember 1971 der Ortsteil Friedrichsthal der Gemeinde Kransberg auf freiwilliger Basis in die Gemeinde Wehrheim eingemeindet, während gleichzeitig der Ortsteil Kransberg der Gemeinde Kransberg nach Usingen eingegliedert wurde. Für Friedrichsthal wurde per Hauptsatzung ein Ortsbezirk eingerichtet.

## Politik
Für Friedrichsthal besteht ein Ortsbezirk (Gebiete des ehemaligen Ortsteils Friedrichsthal) mit Ortsbeirat und Ortsvorsteher nach der Hessischen Gemeindeordnung.
Der Ortsbeirat besteht aus drei Mitgliedern. Bei den Kommunalwahlen in Hessen 2021 betrug die Wahlbeteiligung zum Ortsbeirat 61,64 %. Dabei wurden gewählt: jeweils ein Mitglied der SPD, der CDU und der FDP. Der Ortsbeirat wählte Gitta Wied (SPD) zur Ortsvorsteherin.

## Sehenswürdigkeiten
An der Ortsgrenze befindet sich der Obergermanisch-Raetische Limes. Nördlich des Ortes befindet sich auf dem Gaulskopf ein rekonstruierter römischer Wachturm.

### Kirche

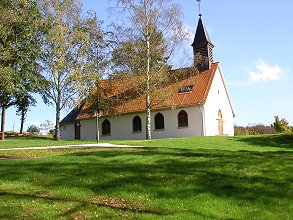
Kirche Friedrichsthal nach dem Umbau der Kapelle

Seit der Gründung des Ortes mussten die Christen – der Ort Friedrichsthal war damals nahezu ausschließlich katholisch – zu jeder Messe über den Kurberg nach Kransberg (ca. 2,5 km) laufen. War dies bei gutem Wetter noch erträglich, so stellte es in den Wintermonaten eine Strapaze dar.
Im November 1929 ging ein lange gehegter Wunsch der Friedrichsthaler Einwohner in Erfüllung, die Einweihung eines eigenen Friedhofes. Das Gelände war von einem ansässigen Bürger (Johann Lauth) gespendet worden. Der Stiftung lag die Bedingung zugrunde, dass auf dem Gelände auch eine Kirche zu errichten sei.
Kurz darauf wurde auf dem neuen Friedhof eine kleine Kapelle errichtet. Sie erwies sich aber als zu klein und man strebte schon bald eine Erweiterung an. Nachdem die Mittel dazu gesammelt und die Vorbereitungen getroffen waren, ging es im Jahr 1947 an die Arbeit. Die Maßnahmen wurden zum großen Teil durch ortsansässige Bauhandwerker durchgeführt.
Nachdem noch im April 1950 die Weihe der kleinen Kirche vom Bischöflichen Ordinariat abgelehnt worden war, wurde sie im Juni des Jahres, nach regem Schriftverkehr, endlich genehmigt. Im Juli wurde sie dann, mit großer Beteiligung der Bürger, feierlich eingeweiht. Anschließend feierte das Dörfchen mit vielen Freunden aus den Nachbardörfern die erste „Friedrichsthaler Kerb“.
1959 wurde in einer Bürgerversammlung einstimmig der Neubau einer Kirche beschlossen. Nach zweijähriger Planungs- und Vorbereitungsarbeit wurde im September 1961 der Kirchenneubau begonnen. Wieder trugen die Bürger durch Spenden und tatkräftige Mithilfe ihren Teil zur Errichtung bei. Am 8. Juli 1962 fand die Einweihung der neuen Kirche statt. Da es sich nicht um eine Pfarrkirche, sondern um eine Filialkirche von Kransberg handelte, wurde keine Weihe, sondern nur eine Einweihung durchgeführt, was in der Folgezeit zu etlichen Kontroversen führte. Die Glocke, die jetzt zum Gebet rief, war die ehemalige Dorfglocke, die vorher im Haus der ortsansässigen Familie Reitz untergebracht war und vormals den Tagesanbruch, die Mittagszeit und das Tagesende einläutete.
Nach vielen Jahren der Nutzung stand ab dem Jahr 1994 die Renovierung der Kirche an. Heizung und baulicher Zustand waren sanierungsbedürftig. Das Bischöfliche Ordinariat versagte hierzu seine Unterstützung und stoppte die hierfür vorgesehenen Mittel. Der  Schriftverkehr zwischen Kirchengemeinde und Ordinariat, in den Jahren 1994 bis 1998, führte zu keinem Ergebnis im Sinne der Gemeinde. Nur unter der Auflage, die bisherige Kirche mit den angrenzenden kirchlichen Grundstücken zu verkaufen, stimmte das Ordinariat im August 1999 dem Ausbau und der Umnutzung der Friedhofskapelle zu.
Wieder waren Eigenleistungen der Bürger gefragt, um die Realisierung zu ermöglichen. In Spendenaktionen, durch persönlichen Einsatz und mit der Unterstützung der Gemeinde Wehrheim wurden die notwendigen Voraussetzungen geschaffen. Inzwischen ist der Ausbau abgeschlossen und die ehemalige Friedhofskapelle wird als Gotteshaus genutzt.

### Bürgerhaus

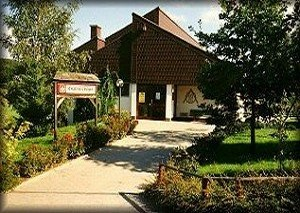
Bürgerhaus Zum Holzbachtal

Im Jahr 1950 wurde von den Einwohnern des Ortes, in Eigenhilfe, eine Baracke des Reichsarbeitsdienstes zum Dorfgemeinschaftshaus umgebaut. Dieses wurde 1968 durch den Neubau des Bürgerhauses Zum Holzbachtal ersetzt.
Am Bürgerhaus ist inzwischen eine Sportanlage mit Fußballplatz und Streetball-Feld entstanden, die vorrangig von den ortsansässigen Sport- und Jugendgruppen genutzt wird. Hier findet auch ein jährlich durchgeführtes Turnier für Freizeitfußballmannschaften statt.

## Kultur

### Regelmäßige Veranstaltungen
Dorffest: Eine überregional bekannte Veranstaltung an Christi Himmelfahrt, zu der von den Ortsvereinen rund ums Bürgerhaus „Zum Holzbachtal“ verschiedenste Speisen und Getränke angeboten werden.
Kerb: Das Friedrichsthaler Kirchweihfest terminiert auf den ersten Sonntag im Juli. Es handelt sich dabei um eine dreitägige Veranstaltung, die am Samstag mit dem Stellen des Kerbebaumes beginnt und am Montag nach einem Frühschoppen mit dem Gickelschmiss endet. Beim Gickelschmiss wird ein Tontopf aufgestellt, den ein Kandidat, der die Augen verbunden hat, mit einem Dreschflegel treffen muss. Als Gewinn lockt ein lebender Hahn, der in der regionalen Mundart als „Gickel“ bezeichnet wird.
Turnierwochenende: Das jährlich ausgerichtete Turnierwochenende beginnt am Samstag mit einem Turnier für Freizeitfußballmannschaften und setzt sich am Sonntag mit einem Grillfrühschoppen und den Ortsmeisterschaften fort. Im Rahmen der Ortsmeisterschaften wird auf einem Kleinfeld der Dorfpokal ausgespielt. Der Termin der Veranstaltung richtet sich nach den hessischen Sommerferien und wird jährlich neu festgesetzt.
Brötchenwürfeln: Beim Brötchenwürfeln handelt es sich um eine traditionelle Veranstaltung am Silvesterabend. Die Bürger des Ortes treffen sich gegen 18:30 Uhr im Bürgerhaus, um ihr Glück für das nächste Jahr auszuloten. An Tischen mit unbegrenzter Teilnehmerzahl wird mit drei Spielwürfeln ein Sieger ermittelt. Ein Wurf gilt nur, wenn zwei Würfel die gleiche Augenzahl zeigen (Pasch). In diesem Fall werden die Augen des Wurfes zusammengezählt. Nach einer Tischrunde erhält der Spieler mit der höchsten Augenzahl ein Brötchen. Als höchster Wurf gilt nicht dreimal sechs, sondern dreimal eins, was als 19 gewertet wird. Gegen 20:30 Uhr endet das gemeinsame Würfelspiel und die Teilnehmer kehren zu ihren kleineren privaten Feiern zurück.

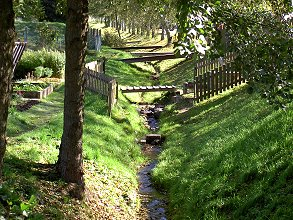
Holzbach
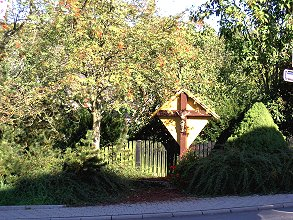
Dorfkreuz
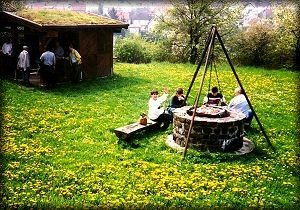
Grillplatz
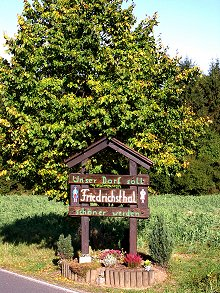
Willkommen